# 我喜屋優
我喜屋 優（がきや まさる、1950年6月23日 - ）は、沖縄県島尻郡玉城村出身のアマチュア野球選手（外野手）・高校野球指導者（監督）・指導者。

## 来歴
興南高校では、1968年の第50回全国高等学校野球選手権大会に四番打者、中堅手、主将として出場。エース安次嶺信一が好投を続け、準々決勝では盛岡一高を降し、準決勝に進む。しかしこの大会に優勝した興國高の丸山朗、益川満育の継投の前に0-14と大敗を喫した。これまで春夏合わせて甲子園ではわずか1勝しかできなかった沖縄勢を初のベスト4に押し上げ、「興南旋風」と呼ばれる活躍を見せて大きな話題となった。この大会の岡谷工との1回戦では、安次嶺をリリーフして甲子園初登板を果たし、準決勝でも大差ながら登板している。
高校卒業後は静岡県富士市の大昭和製紙に入部し、入社4年目に北海道白老町の大昭和製紙北海道へ移籍。中堅手、五番打者として起用され、エース中山俊之、捕手の村上忠則、一塁手の高梨英夫とともにチームの中心となる。1974年の都市対抗では準々決勝で本塁打を放つなど活躍。柳俊之（電電北海道から補強）、千藤和久（北海道拓殖銀行から補強）の好投もあって決勝に進出。新日鐵八幡のエース萩野友康を延長10回に打ち崩し、北海道勢初の優勝に貢献した。同年から開催された社会人野球日本選手権は準々決勝まで進み、社会人野球選抜キューバ遠征にも参加。翌1975年の都市対抗でも、左腕の新エース加藤英美を擁し2年連続で決勝に進出するが、電電関東の丹利男投手に完封を喫し準優勝にとどまる。1981年には社会人野球日本選手権決勝に進むが、富士重工業の向田佳元に抑えられ延長10回0-1で敗退。
現役引退後は大昭和北海道および後身のクラブチーム・ヴィガしらおいの監督も歴任。白老町在住時は香田誉士史が教えを請うたこともあり、大昭和で培った「雪国のチームが全国で勝つ」ためのノウハウは香田が率いた駒澤大学附属苫小牧高等学校の夏の甲子園2連覇（2004年、2005年）、3年連続決勝進出という形で結実することとなった。
2007年より母校の興南高校野球部監督に就任。2010年には春のセンバツと、夏の選手権の両大会で優勝に導いた。夏の優勝により、史上6校目の「春夏制覇」を達成し、同時に「沖縄県勢初の夏の甲子園優勝」を達成した。
なお、2010年7月より興南中学・高校を運営する「学校法人興南学園」の理事長に就任。2011年4月より興南中学・高校の校長も兼任。
2024年3月31日付で興南中学・高校の校長を退職(理事長職は継続)。後任に元県教育長で前昭和薬科大学附属高等学校・中学校校長の諸見里明が就任。

## 主な教え子
- 島袋洋奨
- 大城滉二
- 高良一輝
- 宮城大弥
- 勝連大稀
- 盛島稜大
- 大山盛一郎

## 著書
- 『日々、生まれ変わる』（光文社：2012年6月）
- 『非常識　甲子園連覇監督に学ぶ 勝ち続ける強いチームのつくり方』我喜屋優/田尻賢誉共著（光文社：2011年6月）
- 『逆境を生き抜く力』（WAVE出版：2011年6月）